# Labi Kousoulis
 (septembre 2021).
Labi Kousoulis est un homme politique canadien.
Membre du Parti libéral, il est élu à l'Assemblée législative de la Nouvelle-Écosse dans la circonscription de Halifax Citadel-Sable Island lors de l'élection provinciale du mardi 8 octobre 2013.
Le 22 octobre 2013, il devient ministre de la Commission des services publics, ministre de la Gestion de l'information et ministre du Secteur bénévole,.
Il est réélu aux élections de 2017 et devient ministre du Travail et de l'Éducation post-secondaire. 
Il est défait par la néodémocrate Lisa Lachance aux élections de 2021.